# أمبرواز

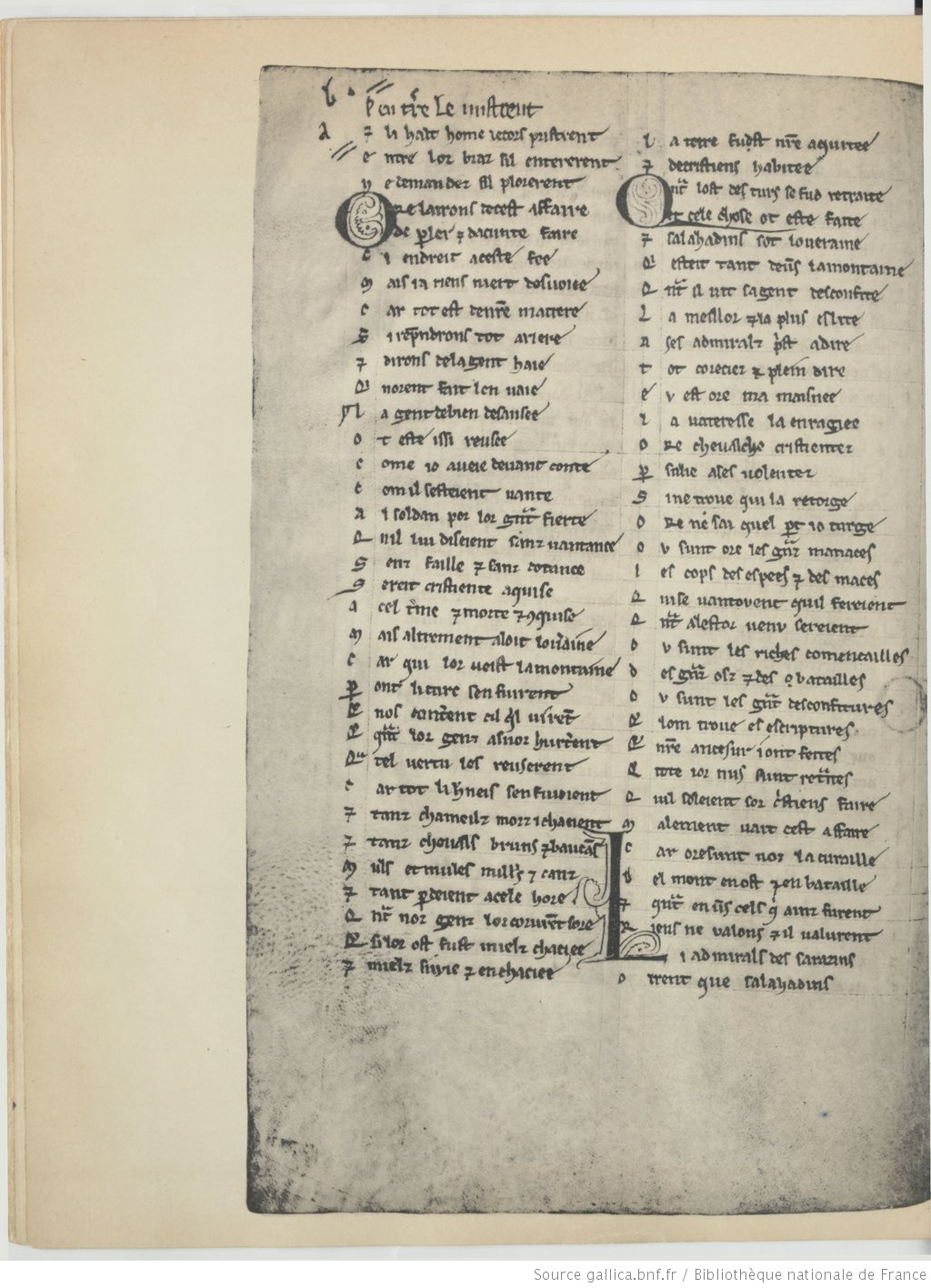

المؤرخ الصليبي أمبرواز كاتب صليبية ريتشارد قلب الأسد 
لم يكن أمبرواز ذلك المؤرخ الصليبي الذي اهتم بتسجيل أحداث صليبية الملك الإنجليزي ريتشارد الأول المعروف بقلب الأسد معروفا قبل عام 1871م حيث يرجع الفضل في اكتشاف مدونته إلى المؤرخ الفرنسي جاستون باريس الذي اكتشف نسخة هذه المدونة المكتوبة بالفرنسية القديمة على رفوف مكتبة الفاتيكان فنشرها بلغتها الأصلية عام 1871م تحت عنوان:
Ambroise , L'Estorie de la Guerre Saint , ( ed. ) Gaston Paris , Paris , 1871 .
ثم أصدر بعد ذلك ترجمة لهذه المدونة باللغة الفرنسية الحديثة عام 1897م بالعنوان ذاته ثم صدرت لها ترجمة باللغة الإنجليزية عام 1941 على يد مرتون جيرم هيوبرت وجون لا ليمونت تحت عنوان :
Ambroise , the Crusade of Richard Lion Heart , Trans . From old French by Merton Jerome Hubert , With notes and documentation by John , L'La Monte , New York , 1941.
وعلى الرغم من اكتشاف مدونة مؤرخنا في نهايات القرن التاسع عشر إلا أن المعلومات المتاحة عنه مازالت محدودة حيث تشير أغلب الآراء إلى أنه كان شاعرًا جوالاً من شعراء الجليادور ، وأنه نشأ في مقاطعة نورماندي الإنجليزية وأنه كان يدين بالولاء لحامل التاج الإنجليزي.
بيد أن الأمر المرجح عن هذا الشاعر أنه شارك في الحملة الصليبية الثالثة مع القوات الإنجليزية تحت قيادة ملكها الشاب ريتشارد الأول وأن أبحر معها إلى جزيرة صقلية وردس ومن ثم وصلوا إلى جزيرة قبرص ومن بعدها بلاد الشام وسجل أمبرواز كل هذه الأحداث.
هكذا ترك لنا أمبرواز الشاعر النورماندي ، وأحد مسجلي أحداث صليبية الملك الإنجليزي ريتشارد قلب الأسد في الشرق هذه المدونة التي وصفها المؤرخ مالكولم باربر بأنها عالية المستوى ، وقال عنها جون لا ليمونت "أنها تحتل مكانة فريدة كقطعة أدبية وفنية من الشعر، وإذا كان شعراء الجوليادور السابقين لأمبرواز من أمثال هيو أوليانز Hue Oluans- كاهن أوليانز- وأركبويت Arkbout– أحد رجال الدين بمدينة كولونيا بفرنسا -  قد درجوا على الكتابة عن أحداث لم يشاهدوها ، وحدثت - في الغالب - قبل ولادتهم بعقود أو عشرات العقود ، وحاولوا  صياغتها بشكل خيالي جذاب ، فإن مؤرخنا الصليبي على العكس منهم كتب أحداثاً عاصرها وشاهدها ، وشارك في صنع بعضها ليس هذا وحسب بل كان بعضها لم يزل عالقاً في أذهان عدد كبير من الصليبيين الذين شاركوه رحلته ، أو سمعوا عنها من ذويهم ؛ إذ دونها بعد فترة وجيزة من عودته إلى الغرب. 
هذا من جانب ، ومن جانب آخر كتب أمبرواز مدونته باللغة الفرنسية القديمة في صورة نظم شعري يسهل فهمه وتداوله ، وكان هذا بالنسبة للذين لا يعرفون اللاتينية نقطة فاصلة في تاريخهم ، وتاريخ الكتابة عموماً ؛ إذ كانت اللغة الفرنسية لغة حديث ولم تستعمل في الكتابة إلا نادراً ؛ ذلك أن اللغة اللاتينية كانت في ذلك الحين وطوال العصر الوسيط لغة العلم والأدب ، فهي - إن جاز التعبير- اللغة الأولى الرسمية والأم في الغرب الأوروبي كله ، ولغة الملوك والباباوات ، ولغة الكنيسة والمثقفين ، ومن ثم كانت هذه المدونة نقلة كبيرة في تطور الكتابة التاريخية ، وتجربة رائدة في تدوين التراث الأدبي والتاريخي باللغات الأوروبية المحلية.
ونظراً للأهمية التاريخية لمدونة أمبرواز لنا أن نلقى مزيداً من الأضواء عليها ، بصفتها مصدراً له ثقله ، وقد دللت على ذلك الفصول السابقة من الدراسة.    
أما تاريخ اكتشاف هذه المدونة - وعلاقتها بالإتنرريم التي تشبهها - فيرجع إلى عام 1897م ، عندما اكتشف المؤرخ الفرنسي جاستون باريس - قبل سنوات من ذلك التاريخ - مخطوطة هذا الكتاب على رفوف مكتبة الفاتيكان ، فعكف على دراستها ، ثم نشرها بعد أن
صدرها بمقدمة  نقدية محكمة وأدت هذه الـنسخة المنشورة  من المدونة إلى تغيير نظرة المؤرخين إلى كتاب الإتنرريم ، الذي نشره المؤرخ الإنجليزي الكبير وليم إستبس عام 1864 م ، تحت عنوان Itinerarum Peregrinorum et gesta Regis Ricardi    ، إذ ثبت أن مدونة أمبرواز هي الأصل، وكان وليم إستبس قد أسس لنظرية قبلها عدد كبيرًا من المؤرخين ، مفادها أن كتاب الإتنرريم ُيحتمل أن يكون كاتبه رجل دين يدعى ريتشارد ، كتبه تلبية لرغبة راعى دير الثالوث المقدس في لندن ، وأنه المصدر الأول المعني بدراسة أحداث الحملة الصليبية التي قادها ملك إنجلترا ريتشارد قلب الأسد ، وبعد دراسة جاستون باريس للعملين خلص إلى أن مدونة أمبرواز عمل له أصالته العملية ، وأن كاتب الإتنرريم المجهـول هو مجـرد ناقـل عن مدونة أمبرواز الشعرية ، على الرغم من قول وليم إستبس بأن كتاب الإتنرريم من المستحيل أن يكون مترجماً ، ودلل جاستون باريس على ما ذهب إليه بأدلة : 
أولها : أن نص الإتنرريم اللاتيني يضم عدداً كبيراً من كلمات أمبرواز الشعرية المنظومة بالشكل ذاته الذي ظهرت به في شعره ، بالإضافة إلى أن  بعض القوافي المستخدمة في شعر أمبرواز موجودة في هذا الكتاب.
وثانيها : ملاحظة تفيد بأن النص اللاتيني يضم  بعض الأخطاء والتناقضات غير موجودة لدى أمبرواز مما يعنى أن كاتب الإتنرريم لم يدرك معنى النص الفرنسي القديم بالضبط ؛ ولذا أخطأ عند ترجمته إلى اللاتينية.
وثالثها : أن النص اللاتيني لم يضف جديدًا من الناحية التاريخية وما أضافه كاتبه كان بقصد التأنق في الكتابة من خلال استخدام الألفاظ الرنانة.
ورابعها : فإن بعض الكتاب اللاتين دأبوا ـ في تلك الفترة ـ على نقل بعض الأعمال الفرنسية المكتوبة  بالعامية إلى اللاتينية ، وإضافة مزيد من المحسنات البلاغية إليها حتى تظهر في شكل يبهر قارئ هذه الكتب ، وهذا كان مع مدونة أمبرواز.
وأخيراً : من الصعب تحويل كتاب الإتنرريم من اللاتينية إلى الفرنسية القديمة في قالب شعري ، والأصعب من ذلك أن يصدر بهذا الشكل المنسق الدقيق الذي كتبه أمبرواز.
```
      وعلى الرغم من هذه القرائن والأدلة على أن مدونة أمبرواز كانت المصدر الذي بُني عليه كتاب الإتنرريم فإن هناك مؤرخين لهم ثقلهم استمروا في مناقشة القضية ؛ إذ يقدم  جون لا ليمونت إضافات وملاحظات مهمة ذاكراً أن كاتب الإتنرريم أضاف بعض المعلومات المهمة التي لم يرد لها ذكر لدى أمبرواز ، لعل من أبرزها ذكره خط سير ريتشارد من تور إلى فيزلاي ، ومنها إلى ليون ، والأمر ذاته بالنسبة لاجتماع الملك الإنجليزي بملك صقلية ، وكذلك وصفه لجغرافية جزيرة كريت ، وعدد من التواريخ المتناثرة على طول كتابه لم يذكرها أمبرواز
[
5
]
، وفي المقابل أوضح أن مدونة أمبرواز تضم  بعض المعلومات التي لم ترد في المصادر الأخرى ، وبالأخص في الإتنرريم ، ومنها - على سبيل المثال - التفاصيل المتعلقة بالرسائل التي أرسلها تنكرد ملك صقلية إلى ريتشارد وذكره لأسماء الرجال الذين أعدوا شروط السلام بينهما وإشارته إلى أصول الملك جي لوزجنيان الإنجليزية ، كما نوه إلى الرسالة التي أرسلها فيليب أغسطس إلى ريتشارد ، يتعجل فيها مغادرته قبرص إلى الشرق 
[
6
]
، وهذه المعلومات لم ترد في الإتنرريم .
```

	ومرة أخرى نجد قضية العلاقة بين مدونة أمبرواز والإتنرريم قد استهوت المؤرخة الإنجليزية كيت نورجت ؛ فأخضعت القضية لمزيد من البحث ، وبعد طول نقاش منها  خلصت إلى أن شعر أمبرواز لا يمكن أن يكون ترجمة للإنترريم ،وأن الإتنرريم لا يمكن كذلك أن تكون ترجمة لشعر أمبرواز ، واقترحت احتمالين لتبرير هذا التشابه بين الكتابين أولهما : أن أمبرواز وصاحب الإتنرريم كانا صليبيين حجا معاً إلى الأرض المقدسة ، وكان أحدهما يسجل الأحداث التي تجرى حوله - وهي ترجح أن يكون كاتب الإتنرريم هو من فعل هذا – وعند نهاية الحملة الصليبية قـدم هذا الرجل إلى رفيقه أمبرواز نسخة من الأوراق التي كتبها ، وصاغها أمبرواز بعد عودته إلى الغرب بأسلوبه الشعري ، وأضاف إليها أحداثاً مما علق بذهنه، أما الاحتمال الثاني فهو وجود مؤرخ ثالث قدم إلى الشرق ، وشارك في هذه الحملة ، وأعد كتاباً هو الآن مفقود ، نقل عنه أمبرواز كما نقل عنه صاحب الإتنرريم، وعلينا أن نتوقف عند هذين الاحتمالين دونما قدرة على التسليم بأحدهما إذ يقف كلاهما عند حد الاحتمال  الذي لا يوجد ما يؤكده ليجعلنا نأخذ به . 
	وفي إطار هذه المناقشات أكد أستون إدوارد على أصالة مدونة أمبرواز ، وعلى أن كاتب الإتنرريم منتحل أفاك ، ودلل على ذلك بالتخبط الذي أبداه هذا الكاتب حيال مقدم الإسبتارية جارنر النابلسى الذي قال في بادئ الأمر أنه فارس عادى ، ثم عاد ليذكره بعد لؤى على أنه مقدم الإسبتارية ، ولهذا يرى أستون إدوارد  أن كاتب الإتنرريم لم يدون أحداث كتابه على أساس المشاركة في الأحداث ورؤيتها ؛ إذ كيف يعرف ولا يعرف مقدم الإسبتارية في وقت واحد. 
	وعلى الجانب المقابل توقفت  كيت نورجت في مدونة أمبرواز عند قوله : "هذا ما ذكر في الكتب" و "هذا ما قرأته" و "هكذا جاء في التاريخ" قائلة إن أمبرواز كان ينقل عن كتب على رأسها ما كتبه صاحب الإتنرريم غير أن جون لا ليمونت يرفض ما ذهبت إليه كيت نورجت  قائلاً : " إن مثل هذه الكلمات لم تتكرر في شعر أمبرواز كثيراً ، الذي تجاوز الاثنى عشر ألف بيت ، بالإضافة إلى أن المدونة ُكتبت في الأصل لتُقرأ بصوت مسموع ، وهذه الجمل من أدوات جذب الانتباه التي  اعتاد الشعراء والكتاب في العصور الوسطى على استخدامها في مخاطبة مستمعيهم ، وليس أدل على ذلك من أن كاتب الإتنرريم نفسه استخدم هذا الكلمات في كتابه أكثر من مرة. 
	وإلى هذا الطرح يميل الباحث الدكتور مصطفى أحمد صبح لهذا الرأي مؤكداً على أسبقية ما دونه أمبرواز الأمر الذي يجعل من مدونته مصدراً يأتي على رأس كتابات شاهدي عيان الحملة الصليبية الثالثة ، ومما يدعم هذا وجود عدد من الأخطاء لدى كاتب الإتنرريم غير موجودة في مدونة أمبرواز ، تعكس التخبط الذي وقع فيه ذلك الكاتب ، بشكل يوضح عدم فهمه لكثير من الأحداث ، وعدم معرفته لبعض الشخصيات البارزة التي  لا يُختلف حولها ، ومن هذه الأخطاء الاسم الشخصي لدوق برجندي الذي كثيراً ما أسماه هنريكوس - وأحياناً هنري-، وما ذكره عند تحديده موقع كاتانيا ؛ إذ ذكر أنها بين ميسينا وبالرمو ويفصل بينهما البحر وهو خطأ  كما لا يخفى؛ لأن كل واحدة من هذه المدن الثلاث تقع في جهة وهو ما يتعارض مع ما سبق أن وصفه هذا المؤرخ من جغرافية الجزيرة  وبالإضافة إلى ما أشرنا إليه آنفاً ، من تخبطه حول شخصية مقدم الإسبتارية جارنر النابلسي ، ثم خطؤه عندما أشار إلى أن الصليبيين أسندوا ظهورهم إلى جبل عند وصولهم إلى بيت المقدس للحج، ومثل هذه الأخطاء غير موجودة لدى أمبرواز ، وهذا يدعم ما ذهب إليه الباحث من أن مدونة أمبرواز تعد هي المادة المصدرية الأصيلة الأولى التي نقل عنها معاصروه ، ومما يعلى من قدر هذه المدونة أيضاً أنه حينما حاول صاحب الحرب الثالثة إضافة معلومات على مسؤليته الخاصة جاء بعضها مشوهاً ؛ مما يعنى غموض الصورة العامة للأحداث أمامه ، ويُسهل على القارئ في الوقت ذاته ملاحظة الفرق بينه وبين أمبرواز الذي من شأنه أن يضفي المصداقية على ما جاء عند أمبرواز من مادة ، ويدل على علو قدمه في مضمار الكتابة التاريخية.